# Андрющенко, Макарий Николаевич
Макарий Николаевич Андрющенко (1893 — 1965) — подполковник Белостокского пехотного полка, герой Первой мировой войны, участник Белого движения.

## Биография
Окончил строительно-техническое училище.
С началом Первой мировой войны поступил вольноопределяющимся в 50-й пехотный Белостокский полк. Награждён Георгиевским крестом 4-й степени за отличие во время октябрьских боев. 12 октября 1914 года произведен в прапорщики главнокомандующим армиями Юго-Западного фронта (производство утверждено Высочайшим приказом от 21 августа 1915). Удостоен ордена Св. Георгия 4-й степени
За то, что в бою 15 февраля 1915 года у м. Балигрод находился со своей ротой в балке западнее высоты 828, куда противник большими силами повел наступление, стремясь прорвать и обойти правый фланг позиции. Имея приказание не отходить, прапорщик Андрющенко геройски задерживал наступление противника и, даже будучи окружен, дрался до последнего человека, нанеся противнику большие потери. Когда от роты осталось не больше 7—10 человек, прапорщик Андрющенко отстреливаясь из револьвера, пробился к соседней роте. Благодаря непоколебимой стойкости роты прапорщика Андрющенко и отваге ее командира, наступление было задержано и обход фланга предотвращен.
Произведен в подпоручики 9 сентября 1915 года, в поручики — 9 марта 1916 года. Пожалован Георгиевским оружием
За то, что в ночь с 20 на 21 июля 1916 года, командуя пешими разведчиками названного полка, переправился с командой по узкому мостку на правый берег р. Серет, произвел разведку позиции противника у д. Ратышче и берега реки, на основании чего был выработан план переправы и атаки позиций неприятеля; в ночь с 21 на 22 июля, получив приказание прикрыть наводку мостов и сделать проходы в проволочных заграждениях, вновь переправился на правый берег и под губительным огнем противника прикрывал работы по наводке мостов, когда же переправились роты 1 батальона полка, подполз к проволочным заграждениям, с помощью подрывных зарядов и ножниц сделал проходы и, бросившись совместно с 1 батальоном в атаку, способствовал овладению 2 укрепленных линий окопов, сам был при этом тяжело ранен.
В Гражданскую войну участвовал в Белом движении на Юге России в составе ВСЮР и Русской армии. Состоял в Белостокском пехотном полку, произведен в подполковники 28 мая 1920 года. Галлиполиец.
Осенью 1925 года — в составе Марковского полка в Болгарии, затем в эмиграции во Франции. К 1930 году возглавлял группу 1-го армейского корпуса и отдел Общества галлиполийцев в Тарасконе. Позднее состоял председателем Ниццкого отдела Союза русских военных инвалидов и Ниццкого отдела Союза георгиевских кавалеров.
Скончался в 1965 году в Ницце. Похоронен на кладбище Кокад.

## Награды
- Георгиевский крест 4-й ст. (№ 96416)
- Орден Святого Георгия 4-й ст. (ВП 9.09.1915)
- Орден Святого Станислава 3-й ст. с мечами и бантом (ВП 21.10.1915)
- Орден Святого Владимира 4-й ст. с мечами и бантом (ВП 27.10.1915)
- Орден Святой Анны 4-й ст. с надписью «за храбрость» (19.07.1916)
- Георгиевское оружие (ПАФ 5.06.1917)
- старшинство в чине подпоручика с 15 февраля 1914 года (ВП 8.03.1916)

Иностранные:
- бельгийский Орден Леопольда I, кавалерский крест (1916)